# راکت‌بال

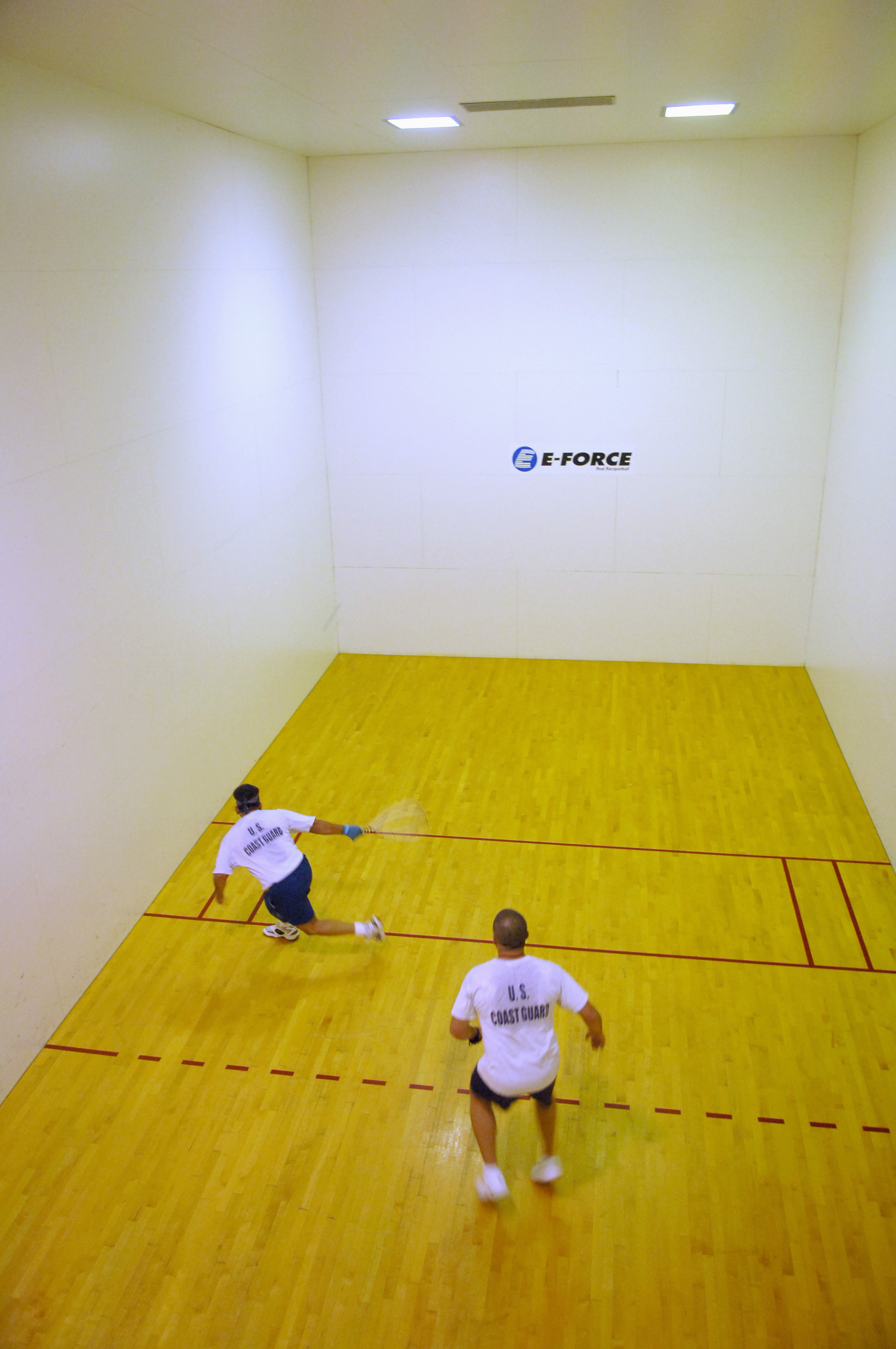
افرادی که راکتبال بازی می‌کنند

راکت‌بال (به انگلیسی: Racquetball)، یک ورزش راکتی است که با یک توپ لاستیکی توخالی در یک زمین باز یا سرپوشیده انجام می‌شود.
جوزف سوبک به دلیل اختراع ورزش مدرن راکتبال در سال ۱۹۵۰ شناخته شد، وی یک راکت زهی به پدبال توپ اضافه کرد تا سرعت و کنترل را افزایش دهد.
برخلاف اکثر ورزشهای راکتی، مانند تنیس و بدمینتون، هیچ شبکه ای برای ضربه زدن به توپ وجود ندارد و برخلاف اسکواش، بدون قلع (خارج از محدوده در پایین دیوار جلو) برای ضربه زدن به توپ بالا است. همچنین، برخورد توپ با دیوارها، کف و سقف، داور، و سطوح مکان بازی، قانونی هستند، به استثنای موانع تعیین شده مخصوص داور که خارج از محدودیت هستند.
راکت بال شباهت زیادی به هندبال ۴۰ × ۲۰ آمریکا دارد که در بسیاری از کشورها انجام می‌شود. همچنین بسیار شبیه به ورزش اسکواش ۵۷ انگلیس است که قبل از سال ۲۰۱۶ راکت بال نامیده می‌شد.